# Verdandi (mytologi)
Verdandi  (på svenska ”Vardande”) var i nordisk mytologi en av nornorna. Hon representerar "nuet" och avgör vad som händer härnäst.
Asteroiden 621 Werdandi är uppkallad efter henne.